# Гамильтон, Дэниел Хэйуорд
Дэниел Хэйуорд Гамильтон (Daniel Heyward Hamilton) (2 мая 1816 — 29 декабря 1868) — американский военный, сын губернатора Южной Каролины, Джеймса Гамильтона. В годы гражданской войны командовал 1-м Южнокаролинским пехотным полком.
Дэниель Гамильтон родился в семье Джеймса Гамильтона (губернатора Южной Каролины с 1830 по 1832) и его жены Элизабет Мэтьюз Хэйвард. Его мать происходила от Томаса Хейворда, одного из подписавших Декларацию Независимости США. Гамильтон учился в Вирджинском Университете, затем в Медицинском Колледже в Чарльстоне, но не стал врачом; он рано женился на Ребекке Мотт Миддлттон (1818–1870) и стал плантатором.
В декабре, после сецессии Южной Каролины, губернатор Пикенс приказал набрать полк, который стал известен как 1-й Южнокаролинский пехотный полк, и Гамильтон стал майором полка. 18 февраля 1861 года подполковник Гладден покинул армию и Гамильтон занял его место, получив звание подполковника. В декабре 1861 года командир полка, полковник Макси Грегг, был повышен в звании до бригадного генерала и возглавил бригаду. Гамильтон стал полковником 1-го Южнокаролинского.
Весной 1862 года бригада Грегга была включена в состав Лёгкой дивизии Хилла, и Гамильтон командовал полком в сражениях Семидневной битвы: при Бивердем-Крик, Гейнс-Милл и при Малверн-Хилл. За время боёв его здоровье сильно пострадало, и он взял отпуск, из-за которого пропустил Северовирджинскую кампанию. Он вернулся в строй в сентябре 1862 года, и нагнал полк в мерилендском Фредерике. Вместе с полком Гамильтон участвовал в осаде Харперс-Ферри, который капитулировал 15 сентября и 1-му Южнокаролинскому доверили приём оружия у сдавшихся.
Утром 17 сентября под Шарпсбергом началось сражение при Энтитеме. Лёгкая дивизия Хилла соединилась с армией в конце дня и успела атаковать противника во фланг — в основном бригадами Грегга и Арчера. «Только-только завязался тяжёлый бой, — писал Гамильтон, — как майор Макгреги, который командовал правым флангом, явился с сообщением что полк противника обходит наш правый фланг. Я приказал ему загнуть углом три правые роты, встать фронтом к противнику и открыть огонь, и так мы вели по ним огонь, пока они пытались построиться на открытом месте на краю поля. Стрельба была быстрой, и скоро начали заканчиваться патроны, а стволы винтовок засоряться. В некоторых случаях моим людям пришлось бросать камни в атакующего противника. Тут мне сообщили, что ещё один полк занимает высоту у нас в тылу. Это прозвучало угрожающе. Я глянул туда, но вместо врагов увидел наш собственный Bonnie Blue. Винтовочный пришёл к нам на помощь, и в самое время, ибо еще через пару секунд нам пришлось бы прекратить огонь из-за отсутствия боеприпасов».